# リビエラ (企業)
リビエラは、結婚式場やレストラン等を経営する日本の企業。
リビエラ池袋、リビエラ青山のほか、同青山スポーツクラブ、逗子マリーナなどを運営している。また、グループ関連会社として、葉山港を管理するリビエラリゾート、小網代港を管理するリビエラシーボニア、不動産業のリビエラコーポレーションなどを擁するほか、アメリカには名門とされるゴルフ場のリビエラカントリークラブを所有している。

## 沿革
1929年、福島県棚倉出身の堀江浅蔵が池袋4丁目で「福島屋」という炭の卸販売を始める。ガスや電気が貴重な時代であったため繁昌したが、1950年に炭屋をやめ、二代目の堀江浅蔵・マチ夫妻によって料亭「白雲閣」として再スタートする。当時は、福島、栃木、茨城などの修学旅行生が利用する料亭旅館だった。なお、現社長は堀江夫妻の二女の娘婿で、当時副社長を務めていた（1994年まで白雲閣の社長を務めた堀江庸雄は会長職を経て現在ブライダルコンサルタント）。
1960年にはオリンピック景気により当時の国鉄から無償で提供される埋立地計画があり、湯河原町に3万坪のリゾート造成計画を立てたが失敗した。また、1989年にはアメリカの「リビエラカントリークラブ」を取得している。

### 年表
- 1929年（昭和4年） : 堀江浅蔵が池袋で福島屋を興し、炭の卸売業を始める。
- 1950年（昭和25年） : 炭の卸売業を廃業し、料亭白雲閣を始める。
- 1989年（平成元年） : アメリカ・カリフォルニア州にある「リビエラカントリークラブ」を取得する。
- 1994年（平成6年） : 不動産業を営むリビエラコーポレーションを設立する。
- 1995年（平成7年） : 社名を、リビエラ白雲閣に変更する。
- 2003年（平成15年） : 逗子マリーナに「シーサイドリビエラ」を開業する。
- 2004年（平成16年） : 社名をリビエラ東京に変更する。
- 2007年（平成19年） : 東京・南青山の本社ビルに「レストランウェディングリビエラ」を開業する。
- 2016年（平成28年） : 社名をリビエラ東京から株式会社リビエラに変更する。[5]
- 2022年（令和4年） : 社名をリビエラホールディングスを株式会社リビエラ、株式会社リビエラをリビエラ東京にそれぞれ変更する。

## リビエラカントリークラブ
ゴルフ場としての「Riviera Country Club」は、1926年に開業した米西海岸ロサンゼルスの歴史ある名門ゴルフクラブであり、リビエラコーポレーションの前身である丸金商事（丸金コーポレーション）がバブル期真っ只中の1989年に取得した（現代表の渡邊曻が丸金USAの代表を務めていた）。
1999年にはイチローが結婚式を挙げたことで話題になった。また、毎年2月にはタイガー・ウッズ主催のPGAツアー公式戦ジェネシス招待が開催の他、2026年に全米女子オープン、LA28ではゴルフ競技の会場。なお、現地クラブの支配人だった竹生道巨は、のちにアコーディア・ゴルフ社長に就任した（2012年解任）。

## リビエラコーポレーション脱税事件
2009年に起こった大型脱税事件。リビエラコーポレーションとグループ企業が東京国税局の税務調査を受け、7年間で約10億円の所得隠しを指摘された。横浜場外舟券売り場「ボートピア横浜」の建設を巡るコンサルティング会社への業務委託費が地元対策費と認定されるなど、申告漏れ額は約20億円のぼった。重加算税と過少申告加算税を含む追徴税額は約9億円。ボートピア横浜の敷地は、リビエラが吸収合併した丸金コーポレーションが1999年に取得したもの。丸金は元自民党副総裁の金丸信の後援企業として知られていた。

## その他
2018年夏以降、神戸市六甲アイランドの商業施設である神戸ファッションプラザの公式サイトで「施設概要＞会社概要」をクリックすると、リビエラグループポータルサイトに転送されるようになっている。但し、ポータルサイト自体にはこの施設に関する記載は一切ない。
2020年現在、保有する帆船シナーラのレストア作業を行っている。